# 1. Tennis-Bundesliga (Damen) 2005
Die Tennis-Bundesliga der Damen wurde 2005 zum siebten Mal ausgetragen. Insgesamt waren sieben Mannschaften vertreten.

## Spieltage und Mannschaften
| Spieltage                                 |
| ----------------------------------------- |
| 1. Spieltag: Fr., 6. Mai 2005, 13:00 Uhr  |
| 2. Spieltag: So., 8. Mai 2005, 11:00 Uhr  |
| 3. Spieltag: Fr., 13. Mai 2005, 13:00 Uhr |
| 4. Spieltag: So., 15. Mai 2005, 11:00 Uhr |
| 5. Spieltag: So., 29. Mai 2005, 11:00 Uhr |
| 6. Spieltag: Fr., 3. Juni 2005, 13:00 Uhr |
| 7. Spieltag: So., 5. Juni 2005, 11:00 Uhr |

| Mannschaften                   |
| ------------------------------ |
| BASF TC Blau-Weiß Ludwigshafen |
| Lintorfer TC                   |
| TC 1899 Blau-Weiß Berlin       |
| TC Zamek Benrath               |
| TC ZWS Moers 08                |
| TEC Waldau                     |
| THC im VfL Bochum              |

## Abschlusstabelle
|     | Mannschaft                     | Begegnungen | Punkte | Matches | Sätze | Spiele  |
| --- | ------------------------------ | ----------- | ------ | ------- | ----- | ------- |
| 01. | TEC Waldau                     | 6           | 6:0    | 37:17   | 81:47 | 666:524 |
| 02. | TC Zamek Benrath               | 6           | 5:1    | 35:19   | 74:47 | 610:473 |
| 03. | TC ZWS Moers 08                | 6           | 3:3    | 32:22   | 74:49 | 596:493 |
| 04. | TC 1899 Blau-Weiß Berlin       | 6           | 3:3    | 21:33   | 50:76 | 506:630 |
| 05. | Lintorfer TC                   | 6           | 2:4    | 24:30   | 55:67 | 511:593 |
| 06. | BASF TC Blau-Weiß Ludwigshafen | 6           | 2:4    | 22:32   | 55:72 | 532:606 |
| 07. | THC im VfL Bochum              | 6           | 0:6    | 18:36   | 49:80 | 538:640 |

## Mannschaftskader
| Pos. | Name                   |
| ---- | ---------------------- |
| 1    | Nuria Llagostera Vives |
| 2    | Sabine Klaschka        |
| 3    | Anastassija Rodionowa  |
| 4    | Kyra Nagy              |
| 5    | Eva Fislová            |
| 6    | Giulia Casoni          |
| 7    | Nina Dübbers           |
| 8    | Mireille Dittmann      |
| 9    | Eva Martincová         |
| 10   | Lisa Fritz             |
| 11   | Dominice Ripoll        |
| 12   | Laura Sadria           |
| 13   | Svenja Weidemann       |
| 14   | Federica Süß           |
| 15   | Mateja Horvath         |
| 16   | Antonie Steinmetz      |

| Pos. | Name                   |
| ---- | ---------------------- |
| 1    | Michaela Paštiková     |
| 2    | Laura Pous Tió         |
| 3    | Nastassja Jakimawa     |
| 4    | Tazzjana Putschak      |
| 5    | Dominika Nociarová     |
| 6    | Tessy van de Ven       |
| 7    | Anet Kaasik            |
| 8    | Daniëlle Harmsen       |
| 9    | Ines Heise             |
| 10   | Kelly de Beer          |
| 11   | Jessica Homberg        |
| 12   | Daniela Kalthoff       |
| 13   | Lotty Seelen           |
| 14   | Bibiane Schoofs        |
| 15   | Laura Charlotte Zelder |
| 16   |                        |

| Pos. | Name                   |
| ---- | ---------------------- |
| 1    | Květa Peschke          |
| 2    | Tzipora Obziler        |
| 3    | Lourdes Domínguez Lino |
| 4    | Jana Kandarr           |
| 5    | Sabrina Jolk           |
| 6    | Scarlett Werner        |
| 7    | Svenja Exner           |
| 8    | Vivien Weber           |
| 9    | Christin Potsch        |
| 10   | Natallja Swerawa       |
| 11   | Marion Maruska         |
| 12   | Ria Dörnemann          |
| 13   | Lavinia Timme          |
| 14   | Julia Wartenburger     |
| 15   | Kim Niggemeyer         |
| 16   |                        |

| Pos. | Name                  |
| ---- | --------------------- |
| 1    | Martina Suchá         |
| 2    | Tathiana Garbin       |
| 3    | Marlene Weingärtner   |
| 4    | Ľudmila Cervanová     |
| 5    | Sessil Karatantschewa |
| 6    | Anca Barna            |
| 7    | Sandra Klösel         |
| 8    | Els Callens           |
| 9    | Michelle Gerards      |
| 10   | Adriana Barna         |
| 11   | Barbara Schett        |
| 12   | Marielle Hoogland     |
| 13   | Linda Sentis          |
| 14   | Karina Karner         |
| 15   | Hannah Kürvers        |
| 16   |                       |

| Pos. | Name                       |
| ---- | -------------------------- |
| 1    | Arantxa Parra Santonja     |
| 2    | Maria Sanchez-Lorenzo      |
| 3    | Nicole Pratt               |
| 4    | Julia Schruff              |
| 5    | Barbara Rittner            |
| 6    | Eva Birnerová              |
| 7    | Conchita Martinez Granados |
| 8    | Vanessa Henke              |
| 9    | Barbara Schwartz           |
| 10   | Gala León García           |
| 11   | Gréta Arn                  |
| 12   | Daniela Kix                |
| 13   | Cristina Torrens Valero    |
| 14   | Stefanie Kovačič           |
| 15   | Viktoria Novotny           |
| 16   |                            |

| Pos. | Name               |
| ---- | ------------------ |
| 1    | Jelena Lichowzewa  |
| 2    | Silvia Farnia Elia |
| 3    | Claudine Schaul    |
| 4    | Martina Müller     |
| 5    | Kirsten Flipkens   |
| 6    | Angelika Bachmann  |
| 7    | Erica Krauth       |
| 8    | Antonia Matic      |
| 9    | Asa Maria Carlsson |
| 10   | Stefanie Weis      |
| 11   | Jasmin Wöhr        |
| 12   | Adriana Jerabek    |
| 13   | Lisa Hägele        |
| 14   | Laura Bsoul        |
| 15   | Lara Conrad        |
| 16   | Juliet Bocklet     |

| Pos. | Name               |
| ---- | ------------------ |
| 1    | Marta Domachowska  |
| 2    | Eleni Daniilidou   |
| 3    | Sandra Kleinová    |
| 4    | Zsófia Gubacsi     |
| 5    | Marija Kondratjewa |
| 6    | Leslie Butkiewicz  |
| 7    | Julia Babilon      |
| 8    | Hanna Krampe       |
| 9    | Elena Vianello     |
| 10   | Justine Ozga       |
| 11   | Stefania Pesce     |
| 12   | Cătălina Cristea   |
| 13   | Linda Jansson      |
| 14   | Carolin Roßkothen  |
| 15   | Carina Kämpfer     |
| 16   | Sarah Schneider    |

## Ergebnisse
Spielfreie Begegnungen werden nicht gelistet.
| Datum/Uhrzeit     | Heimmannschaft          | Gastmannschaft          | Matches | Sätze | Spiele  |
| ----------------- | ----------------------- | ----------------------- | ------- | ----- | ------- |
| Fr. 6. Mai 11:00  | TC Benrath              | TC BW Berlin            | 8:1     | 16:4  | 112:58  |
| Fr. 6. Mai 11:00  | BASF TC BW Ludwigshafen | TEC Waldau              | 4:5     | 10:12 | 96:109  |
| Fr. 6. Mai 11:00  | THC im VfL Bochum       | Lintorfer TC            | 2:7     | 7:15  | 93:115  |
| So. 8. Mai 13:00  | TEC Waldau              | TC BW Berlin            | 8:1     | 16:5  | 124:76  |
| So. 8. Mai 13:00  | Lintorfer TC            | TC Moers 08             | 2:7     | 4:15  | 71:104  |
| So. 8. Mai 13:00  | TC Benrath              | THC im VfL Bochum       | 5:4     | 11:9  | 93:92   |
| Fr. 13. Mai 11:00 | TC Moers 08             | BASF TC BW Ludwigshafen | 7:2     | 14:6  | 100:68  |
| Fr. 13. Mai 11:00 | TC BW Berlin            | THC im VfL Bochum       | 5:4     | 11:11 | 99:99   |
| Fr. 13. Mai 11:00 | TC Benrath              | Lintofer TC             | 6:3     | 12:8  | 104:75  |
| So. 15. Mai 11:00 | TC Moers 08             | TEC Waldau              | 4:5     | 11:10 | 98:97   |
| So. 15. Mai 11:00 | Lintorfer TC            | TC BW Berlin            | 4:5     | 9:10  | 89:81   |
| So. 15. Mai 11:00 | BASF TC BW Ludwigshafen | THC im VfL Bochum       | 6:3     | 13:9  | 110:89  |
| So. 29. Mai 13:00 | THC im VfL Bochum       | TEC Waldau              | 3:6     | 8:15  | 103:117 |
| So. 29. Mai 13:00 | TC BW Berlin            | TC Moers 08             | 5:4     | 12:11 | 101:107 |
| So. 29. Mai 13:00 | BASF TC BW Ludwigshafen | TC Benrath              | 2:7     | 5:16  | 63:114  |
| Fr. 3. Juni 11:00 | TEC Waldau              | TC Benrath              | 6:3     | 13:7  | 104:93  |
| Fr. 3. Juni 11:00 | Lintorfer TC            | BASF TC BW Ludwigshafen | 6:3     | 13:8  | 103:96  |
| Fr. 3. Juni 11:00 | THC im VfL Bochum       | TC Moers 08             | 2:7     | 5:15  | 62:106  |
| So. 5. Juni 11:00 | TC Moers 08             | TC Benrath              | 3:6     | 8:12  | 81:94   |
| So. 5. Juni 11:00 | TEC Waldau              | Lintorfer TC            | 7:2     | 15:6  | 115:58  |
| So. 5. Juni 11:00 | TC BW Berlin            | BASF TC BW Ludwigshafen | 4:5     | 8:13  | 91:99   |